# 皮什珀克洛達尼
皮什珀克洛達尼（匈牙利語：Püspökladány）是匈牙利的城鎮，位於該國東部，由豪伊杜-比豪爾州負責管轄，面積186.95平方公里，2011年人口14,798，其中約一半居民信奉基督教。

## 友好城市
- 芬兰海门林纳
- 奥地利菲沙門德
- 羅馬尼亞Ghindari（英语：Ghindari）
- 荷蘭哈特姆
- 波蘭克拉斯內斯塔夫

## 外部連結
- Official site of Püspökladány （页面存档备份，存于）
- Welcome to Hungary （页面存档备份，存于）

47°19′11″N 21°06′50″E / 47.3197°N 21.1139°E